# 汉口西商赛马体育会
汉口西商赛马体育会，又称西商赛马会、西商跑馬場等，是一处业已改建的近代赛马场兼赛马会，位于中华人民共和国湖北省武汉市江岸区解放公园及附近地带，赛马场主体已改建为解放公园，主建筑看台及俱乐部会所建筑尚存，现为湖北省文物保护单位。

## 历史

### 马场修建

1877年《湖北汉镇街道图》，右上角圆圈即是最早英人修建的跑马场

自汉口开埠后，来自西洋列强的生活习惯也随着侨民引入汉口，赛马便是其中之一。汉口英租界开辟后，英国人随即在没有清政府许可的情况下，擅自在英租界郊外的荒地（在今兰陵路及黎黄陂路一带）中兴建跑马场。甲午战争后，俄、法等国相继在汉口开辟租界，而此跑马场的土地便划给了汉口俄租界。
此后，英国怡和洋行大班杜百里倡议修建新的跑马场，此意获得了英、法、比、德、俄、日六国商人响应，集资向当时的“地皮大王”刘歆生购买了汉口东北角的一块开发土地。1905年，新的马场建成，此即“西商跑马场”，同时赛马会（Hankow Race Club）也进驻马场。

### 马会运营

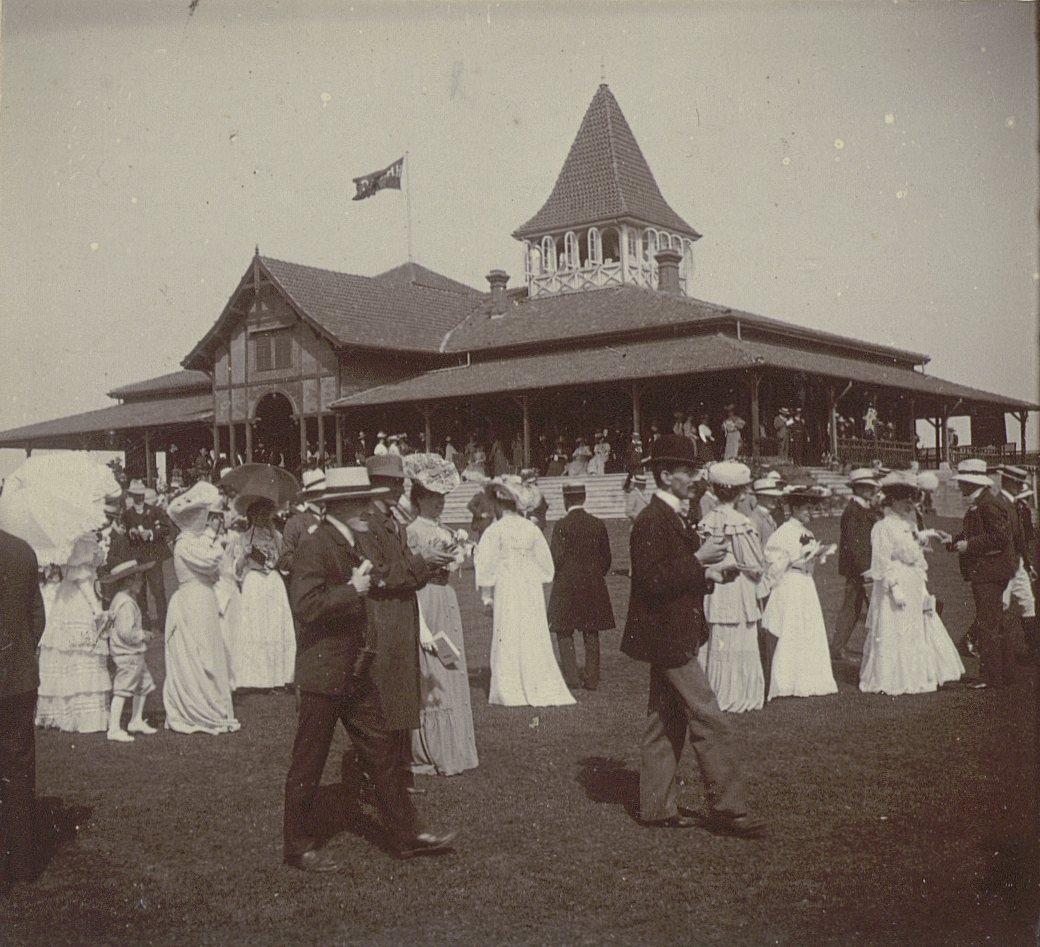
1907年左右的会所建筑（主建筑），后期有所扩建

#### 董事会
西商赛马会的会员群体仅限在汉外侨加入，外侨选出7人的董事会负责管理协会及马场运营，另外董事长必须由英国人担任。董事会在马场中有办公室，内有职员十余人，负责在赛马季的票务、彩票引发、奖金核发等事务；另外针对马场其它服务设施也有对应的行政管理部门。

#### 选举新会员入会委员会
在董事会下，设有20人的“选举新会员入会委员会”负责纳入新会员。新入会者须有老会员介绍，在马会中参加活动一段时间，再由该委员会讨论通过，方才能成为会员。虽然限制仅允许外侨参加，但综合会员所交会费、交通费、马场其他娱乐活动消费，最低都需要100银元每月，高者可达300—400银元每月，当时在汉口的普通外国职工月工资也不过300—500银元，因此最终能成为该会会员者，也只可能是外侨中的达官贵人。一些华人显贵，诸如把这块地皮卖给西商的刘歆生，亦未能获得会员的资格。
马会发展全盛时期在1925年—1935年，当时该会会员多达500余人，非赛马季收入也可达4万余银元，倘若是赛马季，一天的收入便可达到20万银元。

#### 抗日战争期间的马会

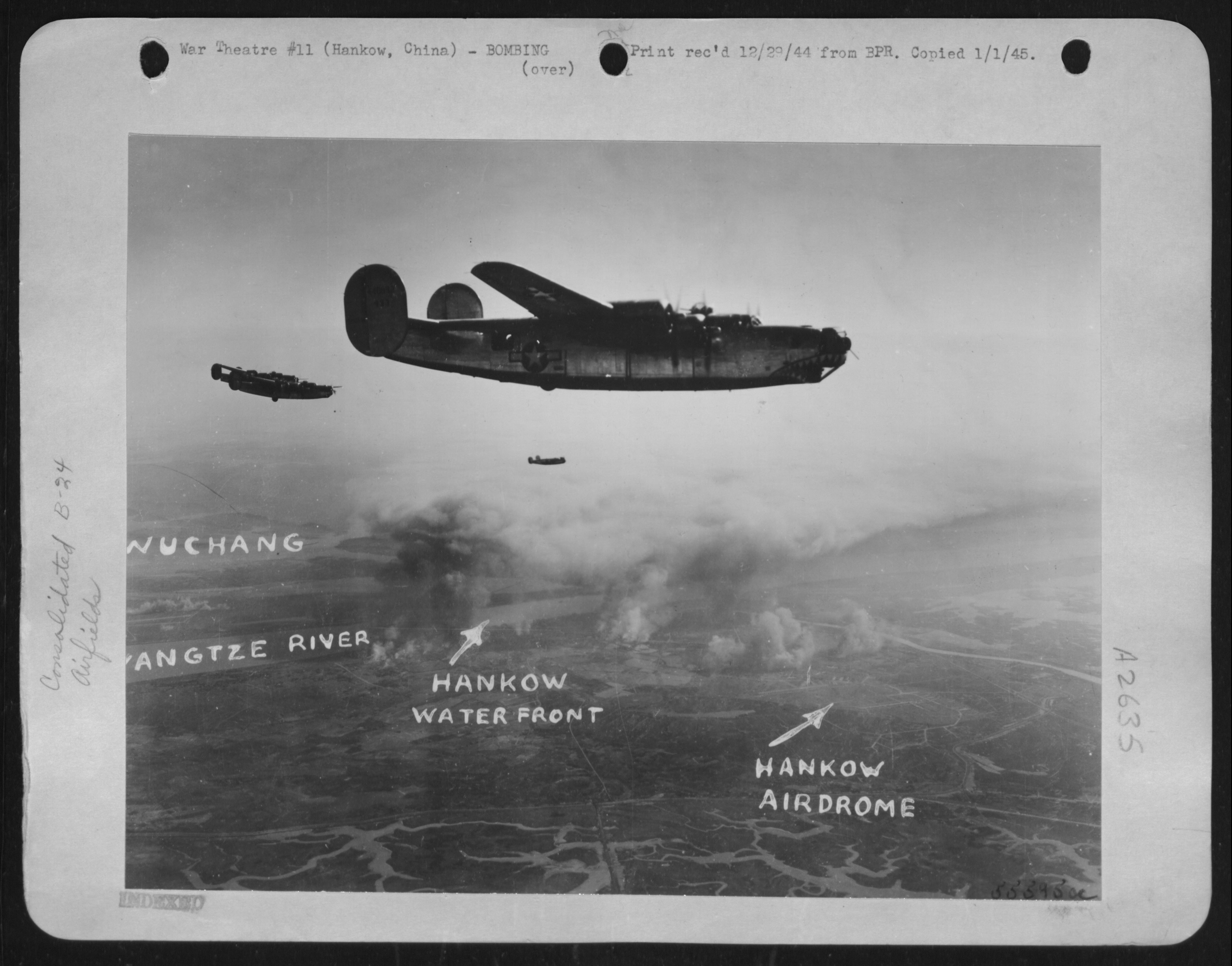
汉口大空袭期间的空拍，画面左下角浅色地域为西商跑马场，中部底部椭圆状地域为今马场角的万国跑马场

1938年10月，日军占领武汉三镇，但由于英日尚未宣战，马场事务仍由英国人负责不变，但此时会员因战乱已经降至百余人。1941年太平洋战争爆发，英日宣战，1942年1月日军将英商马会解散重组马会，新的马会由日清洋行大班负责，会员也皆为日本人。起初日本人组建的马会在马场中举办过少量比赛，但随着战事发展，马场赛马活动全部停止，改为日军的高射炮阵地。

#### 后续
抗日战争结束后，英商收回赛马会，但此后未能开展任何赛马活动，其中娱乐设施也只恢复了一小部分。1949年解放军攻下武汉三镇后接管马场，赛马会就此解散。此后武汉政府将赛马会的一些建筑设施划给人民艺术剧院等多个单位使用，1952年旧马场改建为解放公园。

## 马场设施
跑马场全境占地约53.36万平方米，在1930年代时马场西至英商投资兴建的怡和村（今中共武汉市委大院附近惠济路一带），东至袁家墩（今解放大道一带），南至四记花园（今解放公园路一带），北至日报火葬场（今永清街一带）。内部由赛马场、高尔夫球场、马球场、橄榄球场、看台、酒吧舞厅等设施组成。

### 道路围墙
马场的大门设在今六合路和记蛋厂旧址的对面，向内为英国人为马场修建的马路“渣甸路”（今解放公园路），沿途曾修建围墙不让中国人通行，后因民众对此意见颇大又允许中国人从人行道通过但不允许停留。在马路一侧为二道门，通往马场停车场与办公室。

### 赛马场、马球场及橄榄球场
赛马场中有2圈马道，外圈是正式赛马道，长约1英里，宽达30米，在圈外为一圈矮冬青，内侧为栅栏，沿途设有里程标志。在栅栏之内为马球场及橄榄球场。在跑道终点设有一座2层公证亭，裁判在2层进行比赛胜负判决，1层有摄影师记录赛马过程以为申诉时提供证据。

### 大看台
在马道的东侧，有大看台及一些会所建筑。看台在会所（酒巴间）东侧，占地2000平方米，该看台可容纳万人，是专供中国人观赛的看台。起初马场不允许中国人进入，但随后在赛马季放开中国人进入，并为中国人单独开了一座侧门以供通行。

### 会所
会所（酒巴间）是赛马场的主建筑（群），该建筑内有餐厅、酒吧、办公室，还有一座室内游泳池。餐厅中平日长雇中国服务员30至40人，遇到赛马季还需要更多服务员，餐厅内营业为半承包式，餐食由本地商人负责，餐具及酒类供应由马会负责，马会每月会向本地商人抽成。

### 高尔夫球场
在马场主体以西，占地6.67万平方米，内有18个球洞，时任军政部长何应钦、汉口市长吴国桢皆曾有进入打球的意愿，皆被赛马会以仅限外侨入内而拒绝。

## 遗存及保护
1949年后，马场会所建筑群拨给了武汉人民艺术剧院使用至今，马场看台拨给部队使用，现在中国人民解放军信息支援部队工程大学中。另外还曾有一座大型马厩保存至2006年左右。
1993年7月28日，会所、大看台分别以“西商赛马俱乐部”、“西商赛马俱乐部大看台”的名义被武汉市人民政府列为第一批武汉市优秀历史建筑。1998年5月27日，二者联合以“西商赛马俱乐部旧址”的名义被武汉市人民政府列为第四批武汉市文物保护单位。2014年6月22日，又以“西商赛马俱乐部旧址”的名义被湖北省人民政府公布为第六批湖北省文物保护单位。
该文物保护单位的保护范围：西商赛马俱乐部旧址及周边一定范围，大看台、大厅、澡堂、游泳池、办公楼等建筑实行联体保护。以旧址外墙为界，四周各向外延伸10米。
该文物保护单位的建设控制地带：以保护范围为界，四周各向外延伸30米。